# Schizomitrium paulense
Schizomitrium paulense là một loài Rêu trong họ Hookeriaceae. Loài này được (Broth.) O. Yano mô tả khoa học đầu tiên năm 1989.